# 1023
1023 (MXXIII) var ett normalår som började en tisdag i den julianska kalendern.

## Händelser
- Abbad I förklarar Sevilla självständigt från Córdoba och grundar därmed den abbadidiska dynastin.
- Abd ar-Rahman V, kalif av Córdoba, efterträds av Muhammad III.

## Födda
- Anastasia av Kiev, drottning av Ungern.
- Vilhelm VII av Akvitanien.

## Avlidna
- Abd ar-Rahman V, kalif av Córdoba.
- Sitt al-Mulk, egyptisk prinsessa och regent.